# Cóc mày Na Hang
Cóc mày Na Hang (danh pháp: Leptolalax nahangensis) là một loài ếch trong họ Megophryidae. Nó là loài đặc hữu của Việt Nam.
Các môi trường sống tự nhiên của chúng là các khu rừng ẩm ướt đất thấp nhiệt đới hoặc cận nhiệt đới, sông, và hang. Tình trạng bảo tồn của nó hiện chưa đủ thông tin. Loài này chỉ được thấy gần lối vào một hang ở khu bảo tồn thiên nhiên Na Hang. Mắt của nó có màu vàng kim.